# فلاديمير ميتشيار
فلاديمير ميتشيار (26 يوليو 1942 -)، سياسي سلوفاكي. ولد في مدينة زفولن الواقعة على ملتقى نهري هرون وسلاتينا في وسط سلوفاكيا.
يشغل حالياً منصب رئيس حزب الشعب (حركة لأجل سلوفاكيا الديمقراطية). كما شغل قبل ذلك منصب رئيس الوزراء في سلوفاكيا في أعوام 1993 إلى 1998 باستثناء الفترة من مارس 1993 إلى ديسمبر 1993. وكان قد لعب دور بارز في انفصال سلوفاكيا عن جمهورية التشيك عام 1992.
واجهة سياسته نقد المنظمات الأوروبية الغربية بالإضافة إلى معارضيه في السلطة كونهم يرون إنه استبدادي في إدارة الدولة ولا يكن للديمقراطية الكثير من الاحترام.

## روابط خارجية
- فلاديمير ميتشيار على موقع IMDb (الإنجليزية)
- فلاديمير ميتشيار على موقع الموسوعة البريطانية (الإنجليزية)
- فلاديمير ميتشيار على موقع مونزينجر (الألمانية)